# 微药羊茅
微药羊茅（学名：Festuca nitidula）为禾本科羊茅属下的一个种。

## 扩展阅读
- 維基物種上的相關：微药羊茅